# Distrito de Moga
Moga (en punyabí: ਮੋਗਾ ਜ਼ਿਲਾ) es un distrito de la India en el estado de Punyab. Código ISO: IN.PB.MO.
Comprende una superficie de 1672 km².
El centro administrativo es la ciudad de Moga.

## Demografía
Según censo 2011 contaba con una población total de 992 289 habitantes, de los cuales 468 000 eran mujeres y 524 289 varones.

## Localidades
- Ajitwal
- Badhni Kalan
- Bagha Purana
- Chuharchak
- Dharamkot
- Ghal Kalan